# Depurador del kernel
Un depurador del kernel es un depurador presente en algunos kernels del sistema operativo para facilitar la depuración y el desarrollo del kernel por parte de los desarrolladores del kernel. Un depurador del núcleo puede ser un apéndice que implementa operaciones de bajo nivel, con un depurador completo como gdb, ejecutándose en otra máquina, enviando comandos al apéndice a través del puerto serie o una conexión de red, o puede proporcionar una línea de comandos que se puede utilizar directamente en la máquina que se está depurando. 
Varios sistemas operativos y kernels de sistemas operativos que contienen un depurador de kernel: 
- La familia de Windows NT incluye un depurador de kernel llamado KD,[1] que puede actuar como un depurador local con capacidades limitadas (leer y escribir en la memoria del kernel, pero sin establecer puntos de interrupción)[2] y se puede conectar a una máquina remota a través del puerto serie, IEEE 1394, o mediante USB 2.0 o USB 3.0.[3] El depurador WinDbg también se puede utilizar para depurar kernels en máquinas locales y remotas.
- BeOS y Haiku incluyen un depurador de kernel utilizable con una consola en pantalla o sobre el puerto serie. Cuenta con varios comandos para inspeccionar la memoria, los subprocesos y otras estructuras del kernel.[4]
- DragonFly BSD
- Linux: 
  - KDB (local)[5]
  - KGDB (remoto)
  - MDB (local/remoto)[6][7][8]

En el Kernel de linux no se incluyó ningún depurador del kernel en el árbol de Linux de la línea principal antes de la versión 2.6.26-rc1 porque Linus Torvalds no quería un depurador del kernel.
- NetBSD (DDB para local, KGDB para remoto)
- macOS,[11] Darwin que ejecuta el kernel XNU utilizando el componente Mach